# Labrum
Labrum es el nombre tradicional de la estrella δ Crateris (δ Crt / 12 Crt), la más brillante de la constelación de Crater, la copa, con magnitud aparente +3,56. Su nombre proviene del latín y se refiere al Santo Grial, cáliz utilizado por Jesús y los Apóstoles en la Última Cena, también utilizado por José de Arimatea para recoger la sangre de Jesucristo en la Cruz.
A 195 años luz de distancia del sistema solar, Labrum es una gigante naranja de tipo espectral K0III con una temperatura superficial de 4600 K. Como en otras estrellas de este tipo, en su tranquilo interior el helio se transforma en carbono y oxígeno. Su radio es 21 veces más grande que el radio solar, siendo su luminosidad 175 veces mayor que la del Sol.
Labrum es una de las muchas gigantes naranjas visibles en el cielo nocturno, entre ellas la vecina Alkes (α Crateris). A diferencia de esta, Labrum presenta una metalicidad bastante baja, lo que sumado a su velocidad relativa respecto al Sol de 68 km/s (más del doble de lo normal), hace sospechar que Labrum proviene de fuera del fino disco galáctico donde está el Sol, de una región más antigua con un menor contenido en elementos pesados.